# Valsemé
Valsemé é uma comuna francesa na região administrativa da Normandia, no departamento Calvados. Estende-se por uma área de 5,58 km². Em 2010 a comuna tinha 277 habitantes (densidade: 49,6 hab./km²).